# Wasabi
Eutrema japonicum
Pour les articles homonymes, voir Wasabi (homonymie).
Espèce
Synonymes
- Eutrema wasabi (Siebold) Maxim., 1873[2]
- Wasabia japonica (Miq.) Matsum., 1912

Le wasabi (山葵, prononcé en japonais : /waꜜsabi/, litt. « rose trémière des montagnes »), ou Eutrema japonicum, est une espèce de plantes à fleur herbacées rhizomateuses semi-aquatiques du genre Eutrema (ou Wasabia) de la famille des Brassicaceae que l'on trouve en Asie. Cette espèce est présente au Japon et dans les îles Kouriles.
Elle appartient à la famille des Brassicacées, comme la moutarde et le raifort, et sa tige est utilisée sous forme de pâte comme condiment dans la cuisine japonaise. Les autres variétés d’Eutrema japonicum, les plus répandues sur le marché, sont E. japonicum (daruma, 达磨) et E. japonicum (mazuma, 真妻). Par extension, le terme wasabi désigne en français aussi bien la plante que le condiment.

## Dénominations usuelles
- Nom scientifique : Eutrema japonicum (Miq.) Koidz., 1930, famille des Brassicaceae (crucifères), sous-famille des Brassicoideae.
- Noms recommandés ou typiques en français : wasabi.
- Noms vernaculaires (langage courant) : moutarde japonaise, raifort japonais. Ces dénominations sont cependant impropres : la véritable moutarde japonaise est le karashi, qui n'a rien de commun avec le wasabi. L'erreur provient des effets similaires que les deux condiments produisent (ils « montent au nez » tous les deux par stimulation du nerf trijumeau). Quant au raifort, il est le plus souvent utilisé dans des produits de substitution bon marché, mais sa saveur diffère[3].

## Description

Champs de wasabi.

Le wasabi est une plante vivace de la même famille que la moutarde et le raifort. Il appartient à une tribu botanique (Eutremeae) plus proche de la moutarde, de la roquette et du chou (Brassiceae) que du raifort et du cresson (Cardamineae).

## Habitat et répartition
La zone de répartition naturelle du wasabi s'étend de l'île de Sakhaline jusqu'à celle du Kyūshū. Il pousse naturellement sur les berges des ruisseaux, des cours d'eau et des sources situés sur les versants frais des montagnes.

## Consommation

### Saveur
La tige de wasabi est riche en isothiocyanates et sinigrine. Lors de la préparation, le broyage crée une réaction enzymatique lui donnant sa saveur typique, âcre. Cette saveur est apportée par l'isothiocyanate de 6-méthylhexyle, l'isothiocyanate de 7-méthylheptyle et l'isothiocyanate de 8-méthylthiooctyle. Si l'effet est très proche de celui de la moutarde, le goût et le parfum en sont plutôt éloignés.
Le wasabi doit être consommé rapidement après râpage, car cette activité enzymatique s'estompe à partir d'un quart d'heure après la préparation.

### En cuisine

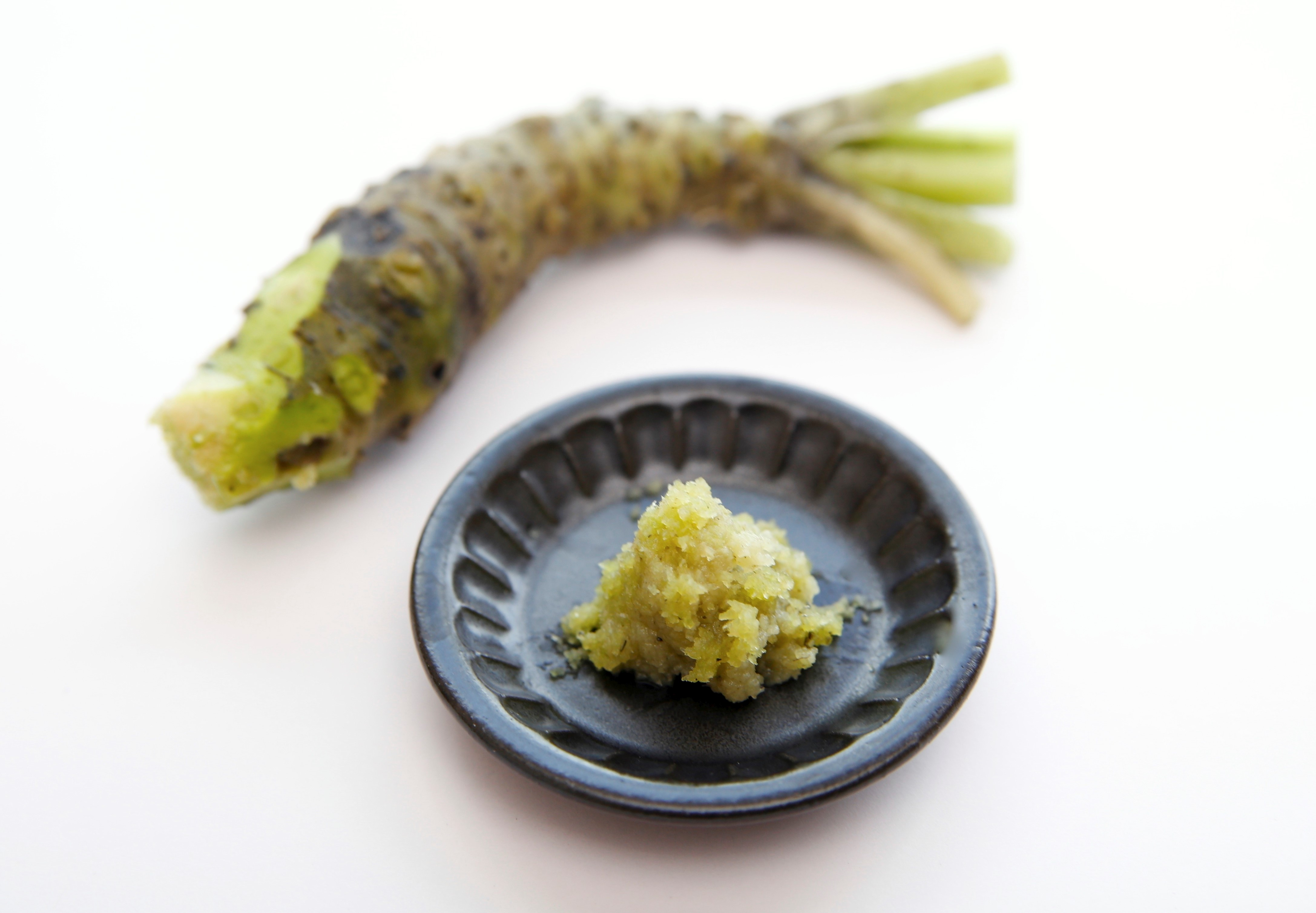
Râpage du wasabi.

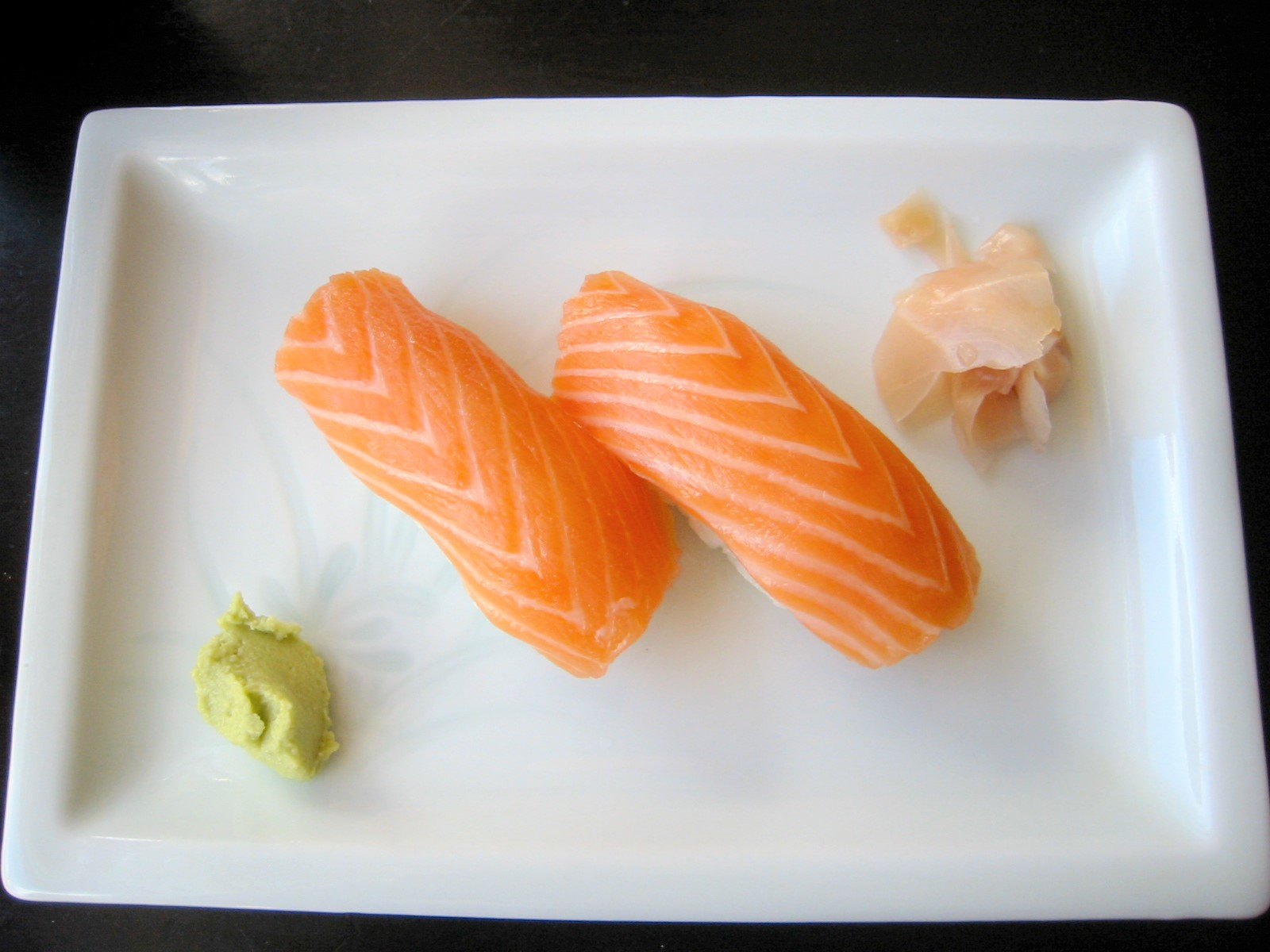
Nigirizushi et pâte de wasabi.

On utilise la tige, une sorte de raifort japonais, verte, au goût extrêmement fort, moins fort cependant que celui du raifort occidental, mais bien plus piquant.
Le wasabi s'utilise principalement pour relever les nigirizushi (le cuisinier en place une petite noix entre le riz et le poisson) et les sashimi (plat japonais de poisson cru). À l'origine, il était utilisé en cuisine pour ses propriétés antibactériennes. De façon générale, il agrémente les plats de poisson ou de viande.
On trouve également, sous le nom de Wasabi Peas, des cacahuètes, des pois de soja vert ou des petits pois grillés et enduits d'une pâte formée d'ersatz de wasabi et d'origine thaïlandaise. Les Japonais le font également avec du soja vert.
Au Japon, différentes pâtisseries et sucreries (bonbons, glaces) sont également parfumées au wasabi.

### Succédané

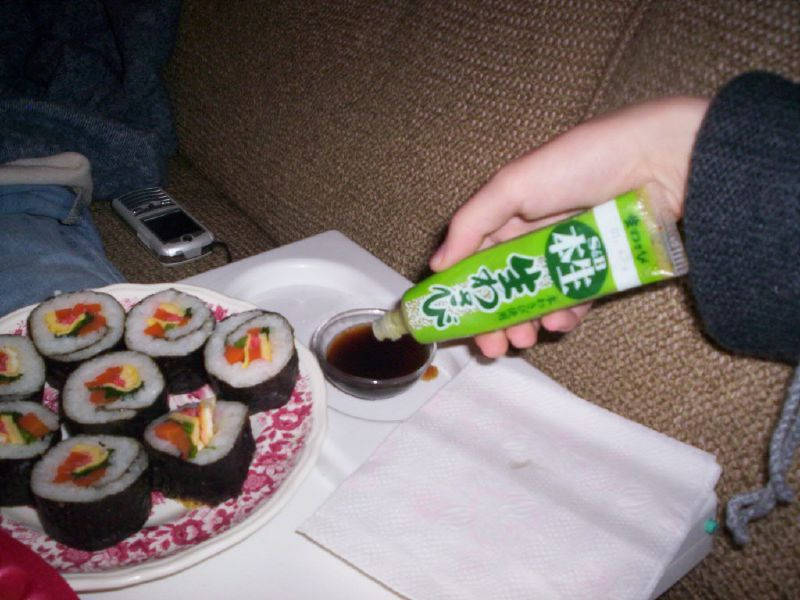
Tube de pseudo-wasabi, en réalité une pâte au raifort.

Le vrai wasabi (« hon wasabi ») est un produit extrêmement cher, et qui se conserve peu de temps : il n'est donc pratiquement pas exporté hors du Japon.
Ainsi, le « wasabi » disponible dans les restaurants japonais européens ou américains ainsi qu'en grande surface est en fait un succédané composé en réalité de raifort (avec parfois de la moutarde).
On trouve ainsi une pâte appelée wasabi, prête à l'emploi, conditionnée en tube, ou bien sous forme de poudre à mélanger à de l'eau pour obtenir une pâte, conditionnée en boite ou en sachet, dans les épiceries chinoises, coréennes ou japonaises. Ces succédanés contiennent le plus souvent, même au Japon, un mélange de poudre de moutarde et de raifort coloré artificiellement en vert, et parfois des traces de vrai wasabi, pour justifier la mention wasabi. Le raifort est beaucoup plus doux que le wasabi, qui lui, par contre, perd sa saveur environ un quart d'heure après avoir été râpé. Ils ne peuvent donc être confondus. Le wasabi authentique se trouve plus classiquement en tige fraîche.
Afin de fournir une couleur vert éclatant au consommateur, les ersatz de wasabi recourent au colorant E133, aussi connu sous le nom de bleu brillant. À l'état naturel, la couleur du wasabi tire en réalité davantage sur le brun verdâtre que le vert.

## Santé

### Effet cardiaque
La consommation de wasabi peut entraîner une cardiomyopathie tako-tsubo autrement appelé syndrome du cœur brisé car elle est souvent le résultat d'un stress violent.

### Effet décongestionnant du nez
En raison de son effet piquant soudain mais bref, certaines personnes consomment du wasabi pour soulager le nez bouché en cas de rhume. Une étude scientifique semble indiquer que, si une sensation décongestionnante est possible, le wasabi a, en réalité, une action inverse. Les données scientifiques restent limitées sur cet usage.

## Autres utilisations
En 2011, des chercheurs de l'université de médecine de Shiga au Japon ont été récompensés par le prix Ig Nobel de chimie pour leurs travaux sur la densité idéale de wasabi nécessaire pour réveiller un être humain en cas d'incendie (ou quelle que soit l'urgence), en vue de réaliser un avertisseur à base de wasabi pour les personnes atteintes de surdité.

## Culture populaire
Wasabi, un film réalisé par Gérard Krawczyk, met en scène un policier français bourru de passage au Japon. Le wasabi est au centre d'une scène partagée avec l'acteur Michel Muller. Le personnage principal incarné par Jean Reno ignore ce qu'est le wasabi et en mange sans ressentir les effets de ce condiment, alors que le personnage de Michel Muller n'arrive plus à prononcer le moindre mot à cause de l'effet piquant du wasabi.
Le wasabi est aussi l'objet d'une blague dans le film Cars 2, lorsque Martin, fraîchement débarqué au japon avec la Team McQueen, le confond avec de la glace à la pistache. Il se pimente la langue avant de se précipiter sous la cascade au centre de la salle de réception de Sir Miles Axlerod pour se la rafraîchir, le faisant paraître ridicule.